# Stryker Corporation
Stryker Corporation (вимовляється Страйкер Корпрорейшн) - американська багатонаціональна корпорація з медичних технологій, що базується в Каламазу, штат Мічиган. Продукція Stryker включає імплантати, що використовуються при операціях з заміни суглобів та травм; хірургічне обладнання та хірургічні навігаційні системи; ендоскопічні та комунікаційні системи; обробка пацієнтів та екстрене медичне обладнання; нейрохірургічні, нервово-судинні та спинномозкові апарати; а також інші вироби медичного призначення, що використовуються в різних медичних спеціальностях.
У США більшість продуктів Stryker продаються безпосередньо лікарям, лікарням та іншим закладам охорони здоров’я. На міжнародному рівні продукція Stryker продається у понад 100 країнах через дочірні компанії та філії, що належать компаніям, а також сторонні дилери та дистриб'ютори.

## Сегменти бізнесу
Діяльність Stryker поділена між трьома основними підрозділами: Orthopaedics (ендопротези та інші ортопедичні інструменти); MedSurg (хірургічні продукти); Neurotechnology and Spine (технології для нейрохірургії та лікування хребта).
Вироби для ортопедії складаються в основному з імплантатів, що застосовуються при заміщеннях тазостегнових та колінних суглобів та операціях при травмах та кінцівках.
Продукція MedSurg включає хірургічне обладнання та хірургічні навігаційні системи (інструменти); ендоскопічні та комунікаційні системи (ендоскопія); обслуговування пацієнтів та екстрене медичне обладнання; і перероблені та відновлені медичні вироби, а також інші вироби медичного призначення, що використовуються в різних медичних спеціальностях.
Продукція Stryker Neurotechnology та Spine включає асортимент продуктів, що включає як нейрохірургічні, так і нервово-судинні пристрої. Їх пропозиція з нейротехнологій включає продукти, що застосовуються для мінімально інвазивних ендоваскулярних методів, а також лінійку продуктів для традиційних хірургічних процедур головного мозку та відкритого черепа, ортобіологічні та біохірургічні продукти, включаючи синтетичні кісткові трансплантати та засоби для збільшення хребців, а також малоінвазивні продукти для лікування гострого ішемічного та геморагічного інсульту. Stryker також розробляє, виробляє та продає продукти для імплантації хребта, включаючи шийні, грудо-поперекові та міжтілові системи, що застосовуються при пошкодженні хребта, деформації та дегенеративних методах лікування.

## Історія
Компанія Orthopedic Frame, попередник корпорації Stryker, була сформована в 1941 році доктором Гомером Страйкером, у Каламазу, штат Мічиган. Stryker розробив Turning Frame, пересувне лікарняне ліжко, яке дозволяло репозиціювати постраждалих пацієнтів, забезпечуючи при цьому необхідну нерухомість тіла; литий різак, апарат для лиття, який видаляв литий матеріал без пошкодження підлеглих тканин; і прогулянковий каблук, серед інших. У 1964 році назва компанії була офіційно змінена на Stryker Corporation.
У 1979 році Stryker здійснив первинне публічне розміщення акцій, а пізніше придбав Osteonics Corporation, вийшовши на ринок нових тазостегнових, колінних та інших ортопедичних імплантатів (Stryker). У 1999 р. Щорічні продажі досягли 2,1 млрд. Дол., А в 2000 р. Stryker вперше був включений до S&P 500 та Forbes Platinum 400. У 2002 році продажі досягли 3,0 млрд. Доларів, і Stryker вперше потрапив до списку Fortune 500.
У 2003 році Стівен П. Макміллан приєднався до компанії «Страйкер» на посаді президента та генерального директора. У 2005 році річний обсяг продажів сягнув 4,9 млрд. Доларів, і Джон В. Браун перейшов на єдину роль голови правління, з якої він звільнився у 2010 році, тоді як Макміллан став президентом та генеральним директором. До 2007 року Stryker продав свій підрозділ Physiotherapy Associates приватній інвестиційній компанії Water Street Healthcare Partners за 150 мільйонів доларів. У лютому 2012 року пан Макміллан подав у відставку, а Курта Р. Хартмана було призначено тимчасовим головним виконавчим директором та віце-президентом та фінансовим директором. Пан Вільям У. Парфет був призначений невиконавчим головою правління. 1 жовтня 2012 року пан Кевін А. Лобо був призначений президентом та головним виконавчим директором.
У огляді світового ринку за 2012 рік провідних фірм, що займаються медичними технологіями, Stryker посів 10 місце із загальним обсягом продажів портфеля понад 8,6 млрд доларів. Більше того, фірма підтримує 35% частки світового реконструктивного ринку; 50% частки ринку MedSurg у всьому світі; 15% світової частки ринку нейротехнологій та хребта.
Компанія була визнана Германом Саймоном зразком для наслідування для інших малих та середніх підприємств у своїй книзі «Приховані чемпіони». Стрикер нещодавно найняв колишнього керівника компанії Johnson & Johnson Роба Флетчера новим головним юридичним директором.
На кінець 2019 року у компанії Stryker було приблизно 40 000 співробітників у світі та річний обсяг продажів склав 14,9 млрд доларів.

## Джон Браун
Браун працював президентом, генеральним директором і, нарешті, головою правління протягом 32-річної кар'єри у компанії Stryker. Один з доповідей пояснює зростання Стрикера від виробника лікарняних ліжок до компанії світових класів з медичних технологій до Брауна. Станом на 2013 рік, збережені інвестиції Брауна в "Страйкер" включили його до списку "Форбс 400", чистий капітал становив 1 500 000 000 доларів США.

## Корпоративне управління
Станом на 2018 рік членами ради директорів корпорації Stryker є:
- Кевін А. Лобо, голова та генеральний директор

- Аллан К. Голстон, головний незалежний директор

- Мері К. Брейнерд

- Шрікант М. Датар, к.т.н.

- Доктор Рох Доліве, доктор медичних наук

- Луїза Л. Франческоні

- Шерилін С. Маккой

- Ендрю К. Сільвер

- Ронда Е. Страйкер

- Раджеєв Сурі

- Джон В. Браун, заступник голови правління

- Говард Е. Кокс-молодший, заслужений директор

## Останні придбання

### 1998–2010
У 1998 році Stryker придбав Howmedica, ортопедичний підрозділ Pfizer, за 1,65 мільярда доларів. Howmedica стала ортопедією Stryker. У серпні 2000 року Stryker придбав у своєму розпорядженні Guided Technologies, розробника та виробника оптичних локалізаторів, призначених для використання в галузі охорони здоров'я та промисловості.
У серпні 2004 року Stryker придбав за 120 мільйонів доларів компанію SpineCore, що займається розробкою штучних спинномозкових дисків. Приблизно за два роки до цієї дати, у червні 2002 року, фірма придбала Spinal Implant Business of Surgical Dynamics за 135 мільйонів доларів.
У березні 2006 року Stryker поглинув свою діяльність Хайфа, ізраїльська компанія Sightline Technologies. Sightline, виробник апаратів для ендоскопії шлунково-кишкового тракту, вивів Stryker на ринок гнучких ендоскопій. У лютому того ж року фірма придбала eTrauma.com, приватну організацію, яка займається розробкою програмного забезпечення для архівації зображень та системи зв'язку (PACS); компанія була зареєстрована в компанії Stryker Endoscopy Business. У грудні 2005 року компанія придбала PlasmaSol Corp. за 17,5 мільйона доларів. PlasmaSol виробляє технології, що дозволяють стерилізувати різне обладнання MedSurg.
У 2009 році Stryker придбав Ascent Healthcare Solutions, лідера на ринку з переробки та переробки медичних виробів у США.

### 2011 – сьогодні
У січні 2011 року Страйкер придбав відділ нервово-судинних захворювань Boston Scientific, який включає продукти, що використовуються для мінімально інвазивного лікування геморагічного та ішемічного інсульту. У червні 2011 року Страйкер придбав компанію Orthovita, що базується в місті Малверн, штат Пенсільванія, спеціалізуючись на технологіях збільшення та заміщення кісток. Зараз бізнес Orthovita складає відділ ортобіології Stryker, який спеціалізується на біоматеріалах для всіх підрозділів Stryker. У липні 2011 року Stryker завершив придбання приватної компанії Memometal Technologies S.A. Компанія Memometal, що базується у Франції, розробляє, виробляє та продає продукцію для індексів кінцівок на основі своїх запатентованих методів підготовки та виготовлення металевого сплаву з фігурою. У серпні 2011 року Страйкер підписав остаточну угоду про придбання приватної компанії Concentric Medical, Inc. за операцією з готівкою на 135 мільйонів доларів. Продукція Concentric включає пристрої для видалення тромбу у пацієнтів з гострим ішемічним інсультом, а також широкий спектр засобів доступу до AIS.
У листопаді 2012 року Страйкер придбав ізраїльську компанію Surpass Medical Ltd., що розробляє технологію відведення потоку для лікування аневризм головного мозку за допомогою системи сітчастої конструкції та доставки, за 135 мільйонів доларів.
У березні 2013 року Stryker придбав Trauson Holdings Company Limited. У грудні 2013 року Stryker придбав MAKO Surgical Corporation. MAKO - це компанія в Південній Флориді, яка виробляє та продає хірургічні роботизовані платформи допомоги рукам, зокрема RIO (Роботизована інтерактивна ортопедична система), а також ортопедичні імплантати, що використовуються ортопедами для часткової ендопротезування колінного суглоба та повної тазостегнової суглоби. Stryker також придбав Patient Safety Technologies, Inc. Компанія пропонує систему Safety-Sponge System, інтегровану систему підрахунку та документування, яка запобігає ненавмисному залишенню хірургічних губок і рушників у пацієнтів після хірургічних процедур.
У березні 2014 року Stryker придбав Pivot Medical, Inc. Pivot - приватна компанія, що продає інноваційні продукти для артроскопії кульшового суглоба з операційними установами в Саннівейлі, Каліфорнія. У квітні 2014 року Stryker купує Berchtold Holding AG (Berchtold), постачальника медичного обладнання, орієнтованого на замовників, понад 90 років. Асортимент продукції Berchtold включає хірургічні столи, підставки для обладнання та системи хірургічного освітлення, спрямовані на максимізацію ефективності та безпеки в операційних та реанімаційних залах. 1 липня 2014 року компанія Stryker Corp. оголосила, що погодилася придбати активи компанії Small Bone Innovations Inc., компанії з штату Моррісвілль, штат Пенсільванія, яка спеціалізується на продуктах, що допомагають хірургам лікувати та замінювати дрібні кістки та суглоби за 358 мільйонів доларів. Також компанія придбала технології безпеки пацієнтів за 120 мільйонів доларів.
У вересні 2015 року Stryker придбав турецьку компанію Muka Metal A.S. яка виробляє лікарняні ліжка та меблі для пацієнтів у Кайсері.
У лютому 2016 року компанія оголосила, що придбає Sage Products за 2,8 млрд доларів. Пізніше в тому ж місяці компанія оголосила про придбання Physio-Control у Bain Capital Outline з акціонерного капіталу Північних Маріанських островів на 1,28 млрд доларів.
У червні 2017 року Stryker придбав Arthrogenx, LLC, яка розробила багаторазовий шовний прохідник Cobra для артроскопічного ремонту ротаторної манжети та Novadaq. У вересні Stryker завершив придбання Novadaq Technologies за 700 мільйонів доларів. У жовтні компанія придбала Vexim за 183 млн. Євро. У листопаді 2017 року компанія оголосила, що придбає Entellus Medical Inc 662 мільйони доларів, що сприятиме розвитку лор-бізнесу Strykers.
У 2018 році Stryker придбав K2M Group Holdings, Inc., виробника складного хребта та малоінвазивних технологій.У травні компанія придбала Hygia Health, Services SafeAir AG, HyperBranch Medical Technology, Inc., та Invuity, Inc.
У лютому 2019 року компанія оголосила про придбання компанії Arrinex, Inc. виробника технології кріоабляції для лікування хронічного риніту. У березні Stryker придбав ізраїльську OrthoSpace, Ltd на суму до 220 мільйонів доларів. У жовтні компанія придбала Mobius Imaging, LLC та GYS Tech, LLC (DBA Cardan Robotics). У листопаді того ж року компанія оголосила, що придбає Wright Medical Group N.V. приблизно за $ 4 млрд ($ 5,4 млрд, включаючи борг), розширившись до імплантатів верхньої частини тіла.
У січні 2021 року Stryker оголосив, що придбає спільний бізнес із заміщення технологій, OrthoSensor, Inc. У травні 2021 року Страйкер оголосив про придбання концепцій TMJ.